# Christine Dubravac-Widholm
Christine Dubravac-Widholm (* 8. August 1978 in Wien) ist eine österreichische Politikerin der Sozialdemokratischen Partei Österreichs (SPÖ). Seit dem 4. Juli 2023 ist sie Bezirksvorsteherin im 20. Wiener Gemeindebezirk Brigittenau.

## Leben
Christine Dubravac-Widholm wuchs in Wien-Floridsdorf auf und engagierte sich in der Aktion kritischer Schüler_innen (AKS) und der Sozialistischen Jugend (SJ). Nach dem Schulabschluss bildete sie sich in den Bereichen Public Relations, Event- und Messemanagement fort. An der Universität für Bodenkultur begann sie 2018 ein Studium der Kulturtechnik und Wasserwirtschaft.
Von 1997 bis 1999 war sie Programmkoordinatorin beim WAT-Floridsdorf und von 1999 bis 2005 Büroangestellte. 2005 machte sie sich als Event- und Messemanagerin selbständig. Von 2010 bis 2018 fungierte sie als Bezirksgeschäftsführerin der SPÖ-Brigittenau.
Ab 2010 gehörte sie als Bezirksrätin der Bezirksvertretung in der Brigittenau an, wo sie ab 2012 den Vorsitz der Verkehrskommission innehatte. Von 2018 bis 2023 war sie Bezirksvorsteher-Stellvertreterin in der Brigittenau. Am 4. Juli 2023 wurde sie als Nachfolgerin von Hannes Derfler zur Bezirksvorsteherin der Brigittenau gewählt, Stellvertreter wurde Karl Dwulit. Nach der Bezirksvertretungswahl in Wien 2025 wurde sie im Juni 2025 als Bezirksvorsteherin einstimmig bestätigt.